# Campionati francesi di sci alpino 2023
I Campionati francesi di sci alpino 2023 si sono svolti a Les Orres e a Val Thorens dal 23 marzo al 9 aprile; il programma includeva gare di discesa libera, supergigante, slalom gigante, slalom speciale e combinata, sia maschili sia femminili, ma la combinata femminile è stata annullata. 
Trattandosi di competizioni valide anche ai fini del punteggio FIS, vi hanno potuto partecipare anche sciatori di altre federazioni, senza che questo consentisse loro di concorrere al titolo nazionale francese.

## Risultati

### Uomini

#### Discesa libera
| Pos. | Atleta              | Nazione | Tempo   |
| ---- | ------------------- | ------- | ------- |
| 1    | Florian Loriot      | Francia | 1:12,63 |
| 2    | Guglielmo Bosca     | Italia  | 1:12,74 |
| 3    | Johan Clarey        | Francia | 1:12,75 |
| 4    | Léo Ducros          | Francia | 1:12,76 |
| 5    | Adrien Théaux       | Francia | 1:13,07 |
| 6    | Nils Allègre        | Francia | 1:13,11 |
| 7    | Edgar Meyer         | Francia | 1:13,19 |
| 8    | Blaise Giezendanner | Francia | 1:13,41 |
| 9    | Victor Schuller     | Francia | 1:13,48 |
| 10   | Marco Abbruzzese    | Italia  | 1:13,60 |

Data: 30 marzo

Località: Les Orres

#### Supergigante
| Pos. | Atleta              | Nazione | Tempo   |
| ---- | ------------------- | ------- | ------- |
| 1    | Nils Allègre        | Francia | 1:09,96 |
| 2    | Blaise Giezendanner | Francia | 1:10,77 |
| 3    | Nils Alphand        | Francia | 1:10,87 |
| 4    | Matteo Franzoso     | Italia  | 1:11,83 |
| 5    | Edgar Meyer         | Francia | 1:11,93 |
| 6    | Marco Abbruzzese    | Italia  | 1:12,01 |
| 7    | Simon Talacci       | Italia  | 1:12,11 |
| 8    | Léo Ducros          | Francia | 1:12,17 |
| 9    | Antoine Azzolin     | Francia | 1:12,26 |
| 10   | Louis Tuaire        | Francia | 1:12,33 |

Data: 28 marzo

Località: Les Orres

#### Slalom gigante
| Pos. | Atleta           | Nazione  | Tempo   |
| ---- | ---------------- | -------- | ------- |
| 1    | Federico Toscano | Svizzera | 2:01,31 |
| 2    | Lio Baraldi      | Francia  | 2:01,79 |
| 3    | Simon Talacci    | Italia   | 2:01,81 |
| 4    | Dominic Ott      | Svizzera | 2:01,87 |
| 5    | Léo Anguenot     | Francia  | 2:01,98 |
| 6    | Baptiste Sambuis | Francia  | 2:02,04 |
| 7    | Auguste Aulnette | Francia  | 2:02,11 |
| 8    | Antoine Azzolin  | Francia  | 2:02,13 |
| 9    | Gaël Zulauf      | Svizzera | 2:02,20 |
| 10   | Livio Hiltbrand  | Svizzera | 2:02,41 |

Data: 9 aprile

Località: Val Thorens

#### Slalom speciale
| Pos. | Atleta            | Nazione | Tempo   |
| ---- | ----------------- | ------- | ------- |
| 1    | Clément Noël      | Francia | 1:31,31 |
| 2    | Steven Amiez      | Francia | 1:31,61 |
| 3    | Paco Rassat       | Francia | 1:32,64 |
| 4    | Baptiste Sambuis  | Francia | 1:32,93 |
| 5    | Léo Anguenot      | Francia | 1:32,96 |
| 6    | Jules Llorach     | Francia | 1:33,76 |
| 7    | Jonas Skabar      | Francia | 1:34,55 |
| 8    | Max Paget         | Francia | 1:35,27 |
| 9    | Léo Avocat-Maulaz | Francia | 1:35,50 |
| 10   | Thomas Lardon     | Francia | 1:35,57 |

Data: 26 marzo

Località: Les Orres

#### Combinata
| Pos. | Atleta           | Nazione | Tempo   |
| ---- | ---------------- | ------- | ------- |
| 1    | Hugo Desgrippes  | Francia | 2:09,31 |
| 2    | Antoine Azzolin  | Francia | 2:09,49 |
| 3    | Léo Ducros       | Francia | 2:09,82 |
| 4    | Auguste Aulnette | Francia | 2:09,92 |
| 5    | Jules Llorach    | Francia | 2:10,01 |
| 6    | Guerlain Favre   | Francia | 2:10,10 |
| 7    | Flavio Vitale    | Francia | 2:10,19 |
| 8    | Lio Baraldi      | Francia | 2:10,29 |
| 9    | Simon Talacci    | Italia  | 2:10,31 |
| 10   | Enzo Rocca Serra | Francia | 2:10,44 |

Data: 28 marzo

Località: Les Orres

### Donne

#### Discesa libera
| Pos. | Atleta           | Nazione  | Tempo   |
| ---- | ---------------- | -------- | ------- |
| 1    | Anouck Errard    | Francia  | 1:23,22 |
| 2    | Cande Moreno     | Andorra  | 1:23,31 |
| 3    | Garance Meyer    | Francia  | 1:23,88 |
| 4    | June Brand       | Francia  | 1:24,13 |
| 5    | Tifany Roux      | Francia  | 1:24,23 |
| 6    | Carmen Haro      | Francia  | 1:24,46 |
| 7    | Paola Orecchioni | Francia  | 1:24,76 |
| 8    | Lena Dauphin     | Francia  | 1:24,90 |
| 9    | Marion Chevrier  | Francia  | 1:25,07 |
| 10   | Nora Guggisberg  | Svizzera | 1:25,26 |

Data: 23 marzo

Località: Les Orres

#### Supergigante
| Pos. | Atleta               | Nazione | Tempo   |
| ---- | -------------------- | ------- | ------- |
| 1    | Tessa Worley         | Francia | 1:03,32 |
| 2    | Camille Cerutti      | Francia | 1:03,74 |
| 3    | Tifany Roux          | Francia | 1:04,04 |
| 4    | Karen Smadja-Clément | Francia | 1:04,71 |
| 5    | Cande Moreno         | Andorra | 1:04,84 |
| 6    | Anouck Errard        | Francia | 1:04,86 |
| 7    | June Brand           | Francia | 1:05,13 |
| 8    | Axelle Chevrier      | Francia | 1:05,33 |
| 9    | Téa Lamboray         | Francia | 1:05,36 |
| 10   | Paola Orecchioni     | Francia | 1:05,57 |

Data: 24 marzo

Località: Les Orres

#### Slalom gigante
| Pos. | Atleta                | Nazione | Tempo   |
| ---- | --------------------- | ------- | ------- |
| 1    | Tifany Roux           | Francia | 2:06,14 |
| 2    | Téa Lamboray          | Francia | 2:06,18 |
| 3    | Carmen Haro           | Francia | 2:06,83 |
| 4    | Tessa Worley          | Francia | 2:06,82 |
| 5    | Caitlin McFarlane     | Francia | 2:07,02 |
| 6    | Annabel Jallat        | Francia | 2:07,38 |
| 7    | Coralie Frasse Sombet | Francia | 2:07,52 |
| 8    | June Brand            | Francia | 2:07,56 |
| 9    | Marion Chevrier       | Francia | 2:08,20 |
| 10   | Chiara Pogneaux       | Francia | 2:08,29 |

Data: 25 marzo

Località: Les Orres

#### Slalom speciale
| Pos. | Atleta               | Nazione | Tempo   |
| ---- | -------------------- | ------- | ------- |
| 1    | Nastasia Noens       | Francia | 1:32,29 |
| 2    | Chiara Pogneaux      | Francia | 1:33,31 |
| 3    | Caitlin McFarlane    | Francia | 1:33,71 |
| 4    | Laurine Lugon-Moulin | Francia | 1:34,66 |
| 5    | Garance Meyer        | Francia | 1:34,67 |
| 6    | Annabel Jallat       | Francia | 1:34,96 |
| 7    | Kenza Lacheb         | Francia | 1:35,12 |
| 8    | Marion Chevrier      | Francia | 1:35,13 |
| 9    | Emy Charbonnier      | Francia | 1:35,35 |
| 10   | Alizée Dahon         | Francia | 1:35,69 |

Data: 26 marzo

Località: Les Orres

#### Combinata
La gara, in programma il 24 marzo a Les Orres, è stata annullata